# Kalinowo (stacja kolejowa)
Kalinowo – nieczynny wąskotorowy przystanek osobowy i ładownia w Kalinowie, w województwie warmińsko-mazurskim, w Polsce.